# باندورا
باندورا (بالإغريقية:Πανδώρα أي "المرأة التي منحت كل شيء") هي أول امرأة يونانية وجدت على الأرض طبقا للعقيدة اليونانية. خلقت بأمر من زيوس، وتم خلقها حسب الأسطورة من الماء والتراب ومنحت العديد من المزايا مثل الجمال والإقناع وعزف الموسيقى.

## معرض صور

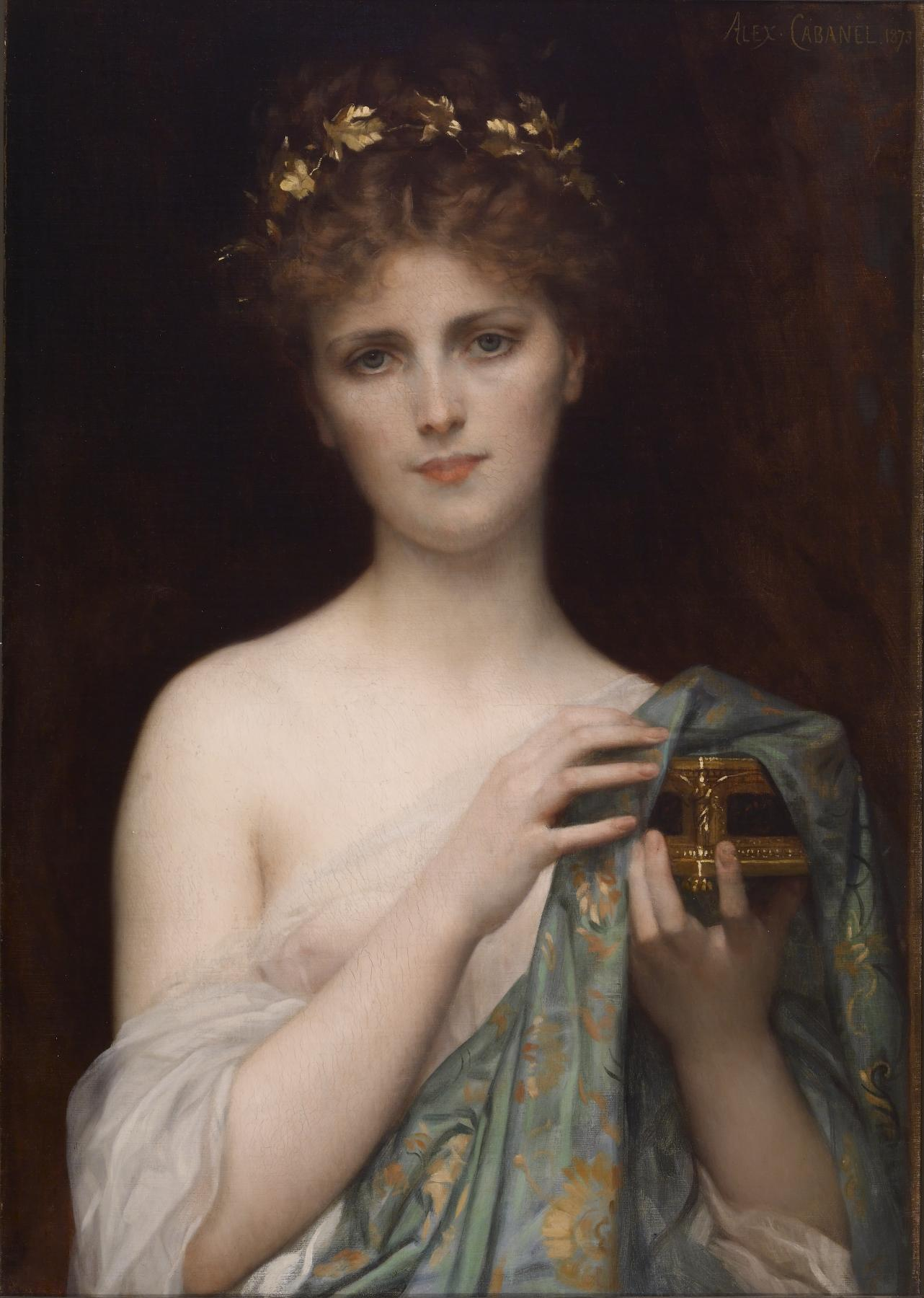
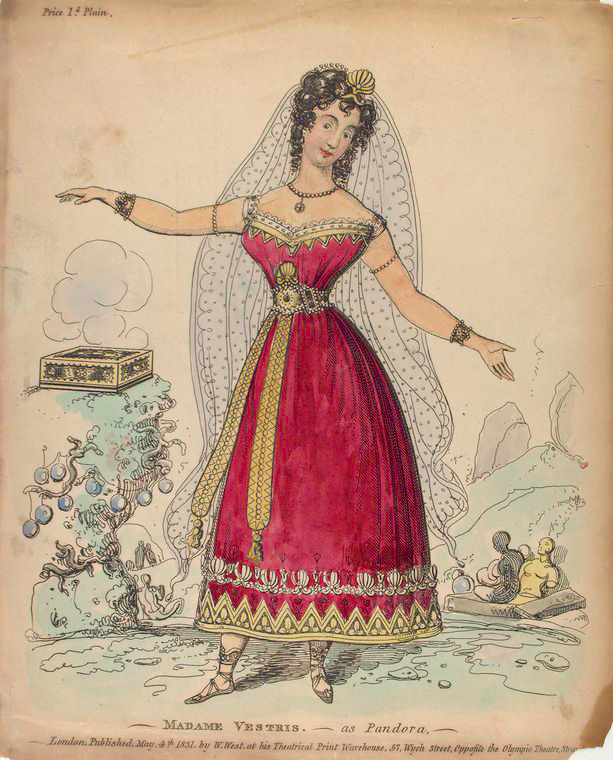
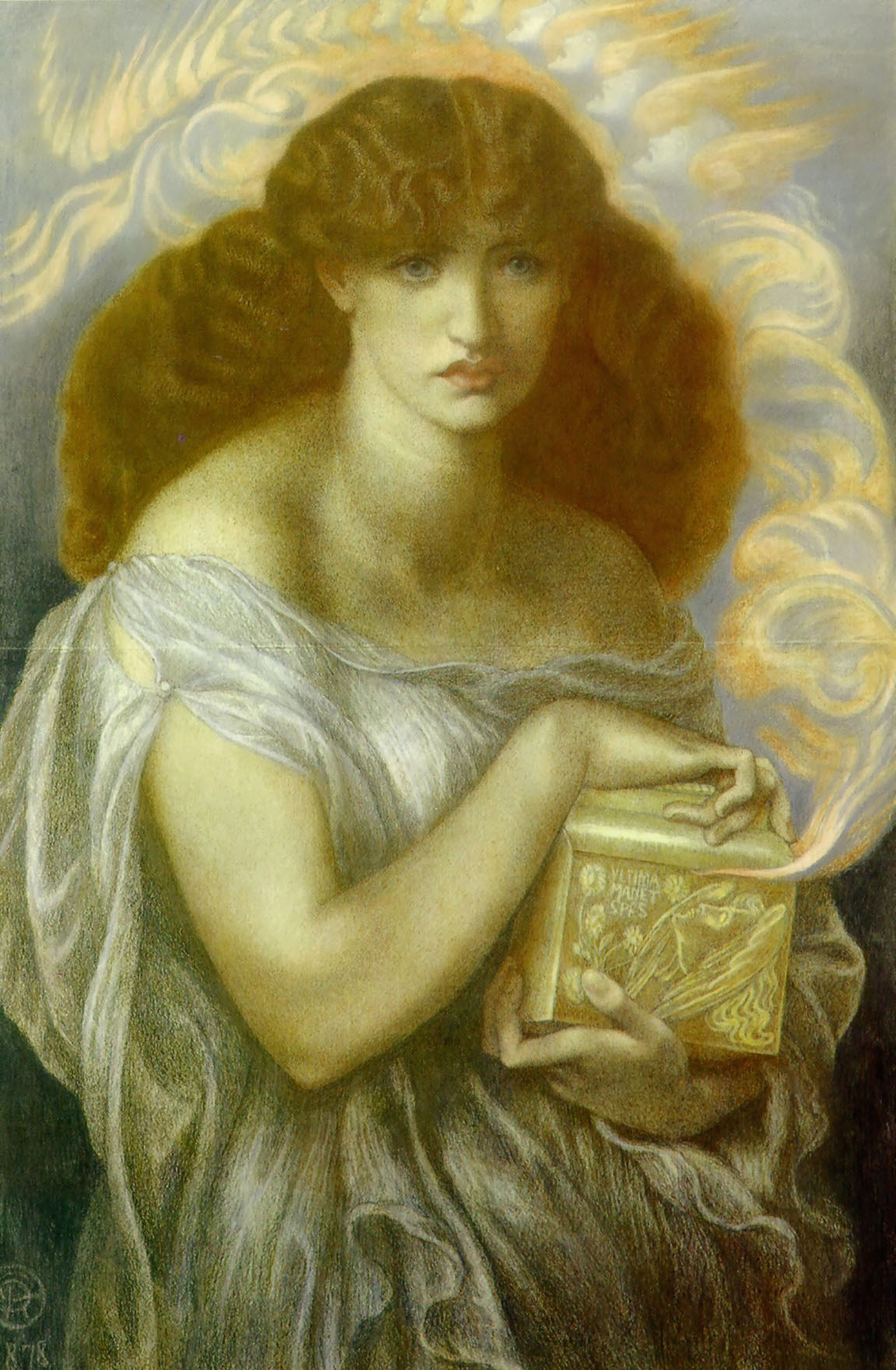

## مصدر
- باندورا - بانثيون دوت أورغ.
- كتاب الاساطير الاغريقية والفرعونية.